# موسى منساه
موسى منساه (بالإنجليزية: Moses Mensah)‏ هو لاعب كرة قدم غاني، ولد في 10 أغسطس 1978 في غانا. لعب مع هونغ كونغ رينجرز.

## وصلات خارجية
- موسى منساه على موقع قاعدة بيانات كرة القدم.إي يو (الإنجليزية)